# Cratere Daniell
Daniell è un cratere lunare di 28,2 km situato nella parte nord-orientale della faccia visibile della Luna, nelle vicinanze del Lacus Somniorum.
A sud-sud-est si trova il cratere Posidonius, assai più grande. Nelle vicinanze si trova il sistema di rimae denominato Rimae Daniell. 
Il bordo di questo cratere è di forma ovale, con l'asse maggiore orientato da nord-nord-ovest verso sud-sud-est. La maggior parte del margine è marcata e relativamente poco erosa, tranne che all'estremità meridionale. Il pianoro interno è abbastanza privo di caratteristiche e non vi è picco centrale. L'interno ha un'albedo inferiore a quello delle regioni circostanti, mentre sono presenti delle basse scarpate.
Il cratere è dedicato al chimico e meteorologo inglese John Frederic Daniell.

## Crateri correlati
Alcuni crateri minori situati in prossimità di Daniell sono convenzionalmente identificati, sulle mappe lunari, attraverso una lettera associata al nome.
| Daniell | Coordinate            | Diametro (in km) |
| ------- | --------------------- | ---------------- |
| D       | 37°03′N 25°51′E       | 5,81             |
| W       | 35°55′48″N 31°33′00″E | 3,58             |
| X       | 36°36′00″N 31°48′36″E | 4,42             |